# Луза (річка)
Луза — річка в Кіровській області, Республіці Комі та Вологодській області Росії, права і найбільша притока річки Юг (басейн Північної Двіни), рівний їй за довжиною.

## Географія

Басейн Північної Двіни

Довжина річки - 574 км, площа басейну - 18 300 км². Середня витрата води в гирлі - 135 м³/с .
Витік Лузи знаходиться в Опаринському районі Кіровської області поблизу кордону з Республікою Комі, неподалік від селища Вазюг. Витік розташований серед пагорбів Північних Увалів, на глобальному вододілі Північної Двіни і Волги, поруч знаходяться верхів'я річки  Кузюг. У верхів'ях Луза тече на північний схід, перетікає в Прилузький район Республіки Комі, потім повертає на північ, а потім на захід, витримуючи загальний напрямок на захід аж до гирла. У середній течії повертається в Кіровську область, перетинає зі сходу на захід Лузький район, в нижній течії перетікає у Вологодську область. Впадає в Юг за 22 км на південний схід від Великого Устюга. На річці - греблі двох малих ГЕС. Русло дуже звивисте, течія швидка, в межень оголюються перекати. У нижній течії утворює численні стариці та острови. Ширина річки в низовині близько 160 метрів, швидкість течії - 0,4 м/с.